# Dominique Baettig

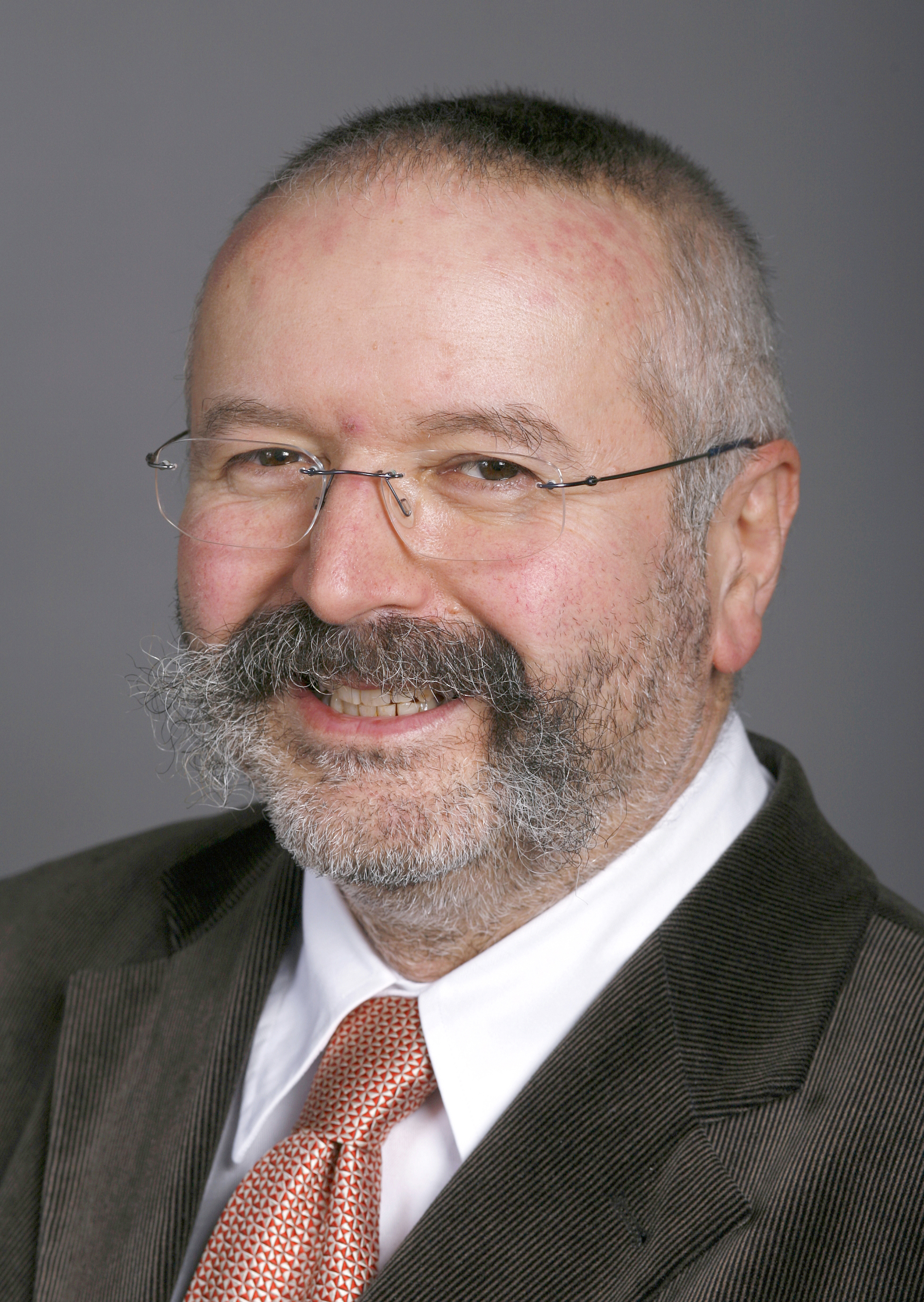
Dominique Baettig (2007)

Dominique Baettig (* 22. September 1953 in Delsberg; heimatberechtigt in Rickenbach) ist ein Schweizer Psychiater und Politiker (SVP).

## Biografie
Baettig absolvierte ein Medizinstudium an den Universitäten Freiburg und Bern mit Spezialisierung auf Psychiatrie. Nach vierjähriger Tätigkeit als Assistenzarzt war er ab 1984 stellvertretender Klinikleiter und anschliessend von 1985 bis 1987 Klinikleiter der Psychiatrischen Universitätsklinik Cery in Prilly. 1987/88 war er als Klinikleiter am Geriatriezentrum in Genf tätig, danach bis 1990 als stellvertretender ärztlicher Direktor an der Klinik La Métairie in Nyon, von 1991 bis 1993 als assoziierter Arzt an der Universitätsabteilung für Erwachsenenpsychiatrie des Service hospitalier in Prilly und schliesslich bis 2004 als Chefarzt des medizinisch-psychologischen Zentrums des Kantons Jura. Er gründete im Jahr 2000 die medizinisch-psychologische Spitaleinheit am Spital Delémont und hat ab 2004 eine eigene Praxis in Delémont. 
Baettig ist verheiratet und hat vier Kinder. In der Schweizer Armee hat er den Rang eines Korporals. Ebenso ist er Präsident des Pistolenschützenvereins Delémont. 

## Politik
2002 trat Baettig der SVP bei und gehört seit 2007 dem Kantonalvorstand an. Bei den Wahlen vom 21. Oktober 2007 wurde Baettig als erster Vertreter der SVP des Kantons Jura in den Nationalrat gewählt. Da die SVP Bern der Abspaltung des Juras vom Kanton Bern stets abgeneigt war, hatte der Kanton Jura bisher eine ablehnende Haltung gegenüber deren Politik. Baettigs Wahl war ein Zeichen davon, dass sich diese Haltung langsam abschwächte. Zudem konnte Baettig sehr stark von einer Listenverbindung zwischen der SVP und der damaligen Freisinnig-Demokratischen Partei profitieren. Bei den Wahlen vom 23. Oktober 2011 wurde er nicht wiedergewählt.
Im Vergleich zum Parteidurchschnitt ist er gegenüber ökologischen Fragestellungen offen.
In einem Vorstoss verlangte Baettig, dass die Schweiz Bedingungen schaffe, um grenznahen Regionen wie Baden-Württemberg, dem Departement Jura und dem Elsass in Frankreich, Bozen, Aosta und Como in Italien sowie Vorarlberg in Österreich den Anschluss an die Schweiz zu erleichtern.

### Parlamentsarbeit
Im Parlament gehörte Baettig zur Kommission für soziale Sicherheit und Gesundheit, daher sprach er hauptsächlich zu Gesundheitsthemen. Als Grund für die höheren Gesundheitskosten sieht er eine «Vollkaskomentalität», und eine zunehmende Bürokratisierung, einhergehend mit einer Schwächung der Hausärzte. Managed Care- Modelle lehnt er ab.
Baettig bezeichnet sich selbst als Gegner der Globalisierung und sieht in der Migration eine Bedrohung nationaler und regionaler Eigenarten, die Personenfreizügigkeit zwischen der Schweiz und der EU will er kündigen. Er sieht sich selbst als Vertreter des Gesunden Menschenverstands gegenüber der politischen Korrektheit. Baettig kritisiert eine angebliche Zunahme Hedonismus und Gleichgültigkeit und eine Abnahme von konservativen Werten wie Eigenverantwortung oder Wertschätzung von Arbeit. Eine Legalisierung von Cannabis würde seiner Meinung nach einer solchen Entwicklung verstärken. Immer wieder sprach Baettig im Nationalrat gegen Vorstösse für Einführung eines Vaterschaftsurlaubs, hinter solchen Projekten einer «Verweiblichung des männlichen Rollenbilds» und er vermutet, viele Männer würden nur deshalb einen Vaterschaftsurlaub wollen, weil sie von ihren Frauen dazu gedrängt würden.

### Rechtsextremismus und Rassismusvorwürfe
Im Vorfeld zur Abstimmung der Weiterführung der Personenfreizügigkeit und deren Ausdehnung auf Rumänien und Bulgarien verwendete Baettig antiziganistische Klischees. Im Dezember 2009 fragte Baettig den Bundesrat in einem parlamentarischen Vorstoss nach den «Folgekosten des Eindringes gebietsfremder Arten», wobei Baettig Ausländer mit Insekten und Pflanzen verglich. Äusserungen von Baettig zur Volksinitiative «Gegen den Bau von Minaretten» im Oktober 2009 am Kongress der rechtsextremistischen Bewegung Les Identitaires in Südfrankreich wurden von der Stiftung gegen Rassismus und Antisemitismus als verbaler Rassismus eingestuft. Baettig war zu seiner Studentenzeit bei rechtsextremen Gruppierungen aktiv, von denen er sich inzwischen teilweise distanziert habe. Nach wie vor können aber einige seiner Ansichten als revisionistisch eingestuft werden, was auf eine ideologische Nähe zum Rechtsextremismus schliessen lässt.